# Плаветни развигор
Плаветни развигор (Aricia anteros) је европски лептир из породице плаваца (Lycaenidae).

## Опис
Сличне је величине као и већина плаваца, распон крила износи 30–34 mm. Мужјаке је лако распознати јер су у овом роду, препознатљивом по карактеристичном распореду тачака са доње стране крила, једини плаве боје. Њихово препознавање је могуће већ и са извесне удаљености, јер је њихова плава блеђа него код сличних врста.

## Распрострањење
Врста је присутна од Хрватске на исток.
У Србији живи у јужној половини земље и налажена је на надморским висинама у распону 500–1500 m.

## Биологија
Биљка хранитељка је здравац, најчешће Geranium sanguineum и Geranium macrorrhizum.

## Галерија
- мужјак
- женка